# فالبوگی ویلکیه
فالبوگی ویلکیه (به لهستانی:  Falbogi Wielkie) یک روستا در لهستان است که در گمینا زاووسکی واقع شده‌است.